# Theodor Ludwig Greiner
Theodor Ludwig Greiner foi um advogado nascido na Alemanha que tinha crenças democráticas. Assim, tornou-se membro do Governo Provisório do Palatinado em 1849. Depois de o governo ter sido esmagado pelas autoridades contra-revolucionárias prussianas, Greiner fugiu para a Suíça e depois para os Estados Unidos.